# 금강산선
금강산선(金剛山線)은 강원도 철원군의 철원역과 금강산의 내금강역을 연결하던 철도로, 금강산전철이라고도 불렸다.

## 노선 정보
- 노선 거리 : 116.6km
- 운영 기관 : 금강산전기철도 주식회사(개업~1942), 경성전기주식회사(1942~1945), 조선민주주의인민공화국 교통성 운수국(1945~1950)
- 궤간 : 1435mm(표준궤)
- 통행 방식 : 좌측 통행
- 역 수 : 28
- 복선 구간 : 없음(전 구간 단선)
- 전철화 구간 : 전 구간, 직류 1500v
- 보안 장치 : 없음
- 당시 운임 : 7원 56전(당시 쌀 한가마 가격)
- 1936년 당시 연간 관광객 : 약 15만 4천여 명
- 운행 속도 : 35~40km/h

## 역사

### 개요

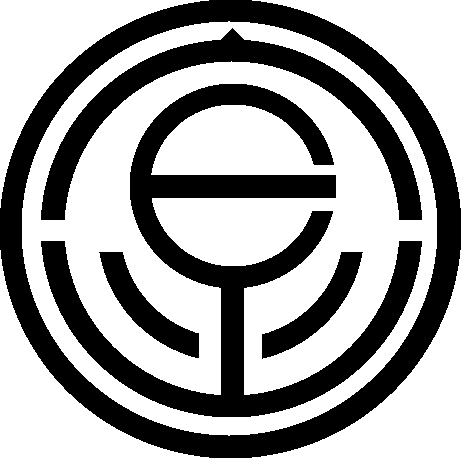
금강산 전기 철도 주식회사의 로고

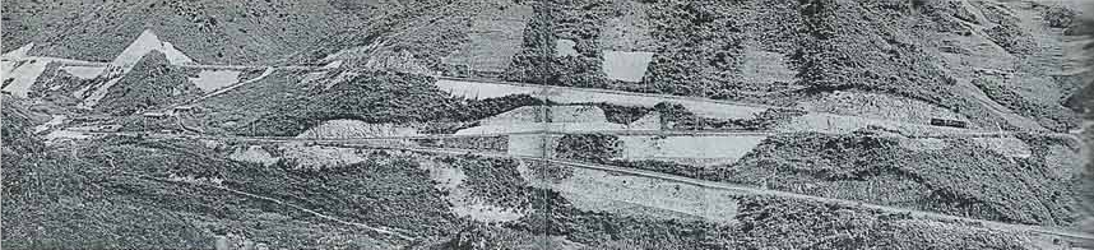
단발령과 말휘리의 구간의 스위치백

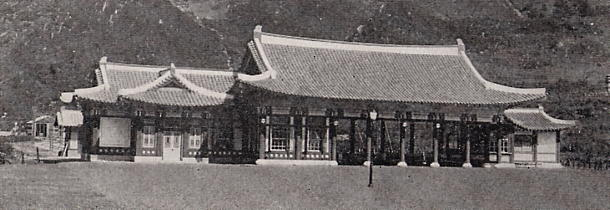
내금강역

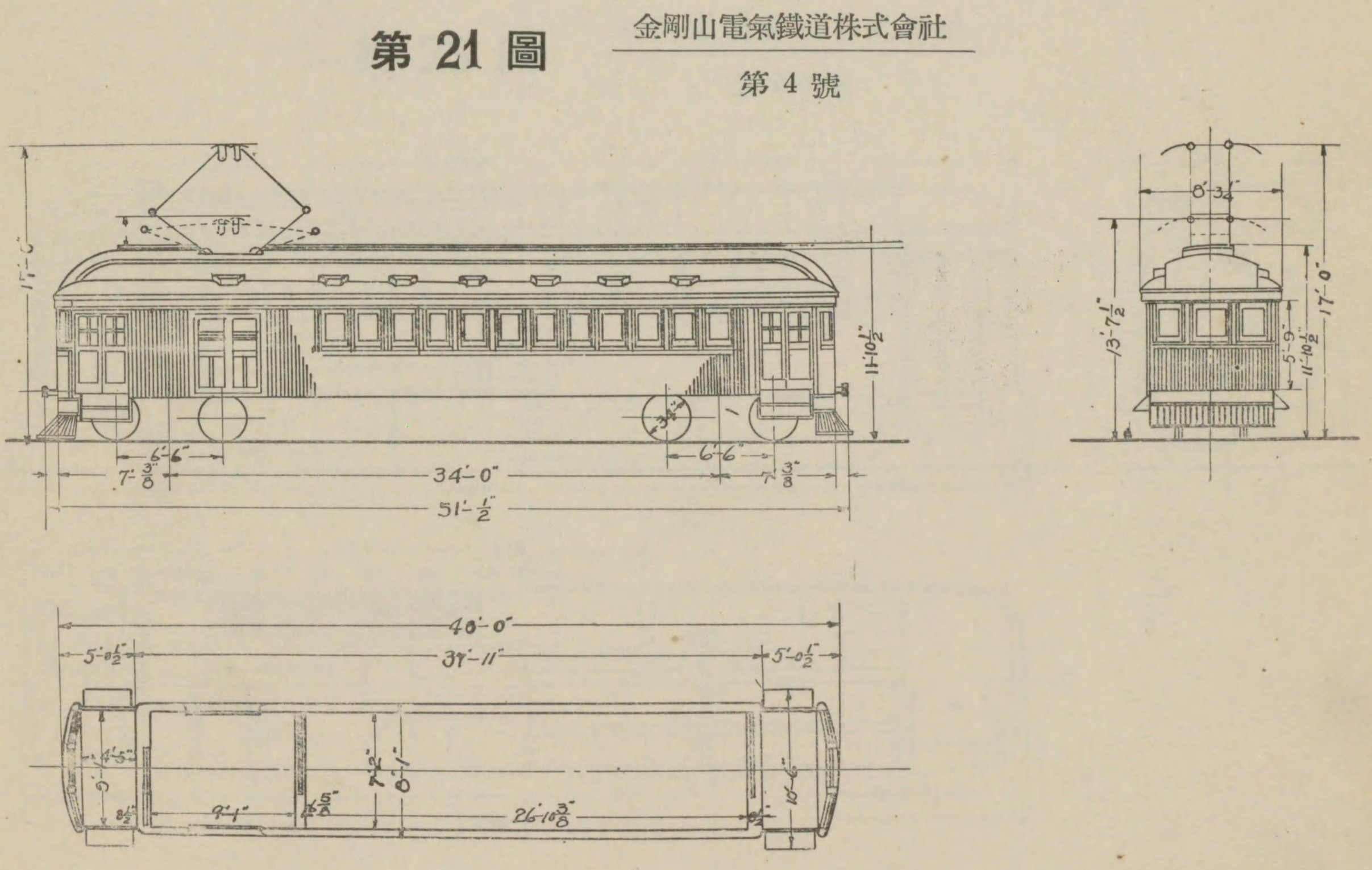
3등 객차

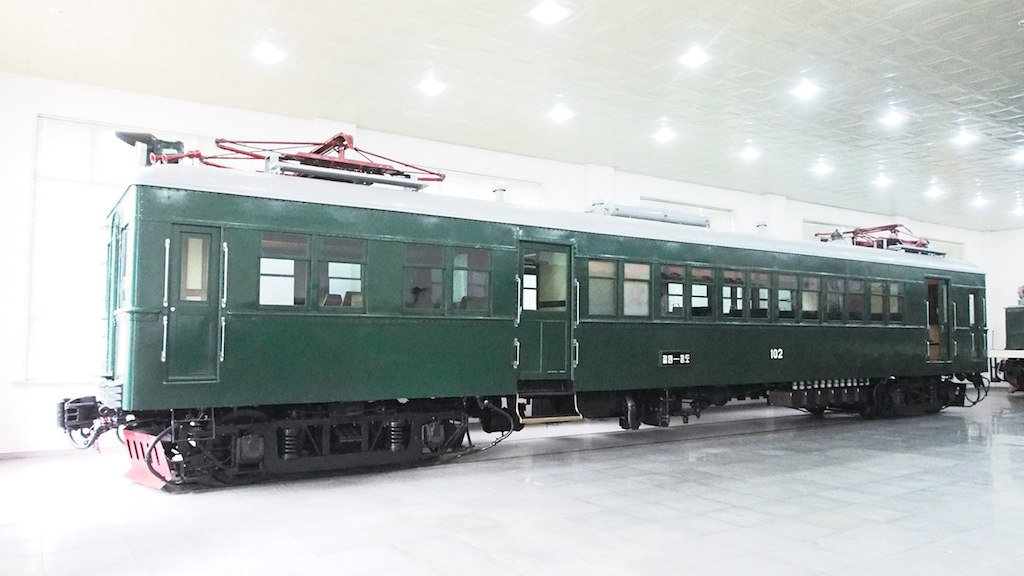
평양 철도박물관에 있는 2등/3등 객차

금강산 전기철도 금강산선은 사유 철도로서, 1924년에 최초로 개통되어 1931년에 전 구간 개통이 완료된 노선이다. 본사는 강원도 철원군 외촌리 655번지에 있었다. 출장소는 왕십리와 다른 사유 철도 또는 국영 철도선과 달리 주로 관광 목적을 위해 건설된 점이 이채로운데, 당시의 한반도 철도노선으로서는 드물게도 전기 운전을 기본으로 하였다. 전기 운전의 실시에는 지형적 이유도 있지만, 당초 해당 회사는 금강산 일대에 설치된 유역변경식 발전소 영업을 기반으로 하여 철도 사업을 벌였기 때문에 사실상 부대사업에 가까운 면이 있었다. 또한, 당시 창도에는 황화철광이 있어 화물 운송도 많은 수입원이 되었는데, 창도에서 캐낸 황화철광을 흥남의 일질콘체른 공장으로 운송하였다.
금강산선은 당시로서는 한반도 유일의 전기 철도 노선이었다. 서울, 부산의 노면전차 구간과 달리 일반 철도와 동일한 표준궤를 사용하였기 때문에, 한반도 산악지형 구간의 전철화를 위해 데로형 전기 기관차의 도입을 추진할 때 금강산선에서 임시 시운전을 실시하기도 하였다. 한편, 금강산선의 전기 운전은 철원~김화 구간이 개통된 1924년 8월 1일이 아니라 동년 11월 26일부터 이루어졌는데, 관동 대지진으로 인해 발전기가 소실되었기 때문으로, 전기운전 개시 전에는 만철에서 증기기관차를 빌려 운행하였다.
1942년에는 당시 전시체제 하에서 전력 통제 강화를 위하여, 경성전기주식회사에 금강산 철도 주식회사가 흡수 및 합병되었다. 1944년 10월 창도~내금강 구간이 전시 선로공출 명령에 의해서 불요불급선으로 지정되어 철거되었을 때, 철원~창도 구간은 창도의 황화철광으로 인해 해방시까지 유지될 수 있었다고 전해진다. 내금강역에서 동해북부선 외금강역까지 연장하는 장기 계획이 있었으나 실현되지 못하였다.
해방 이후, 금강산선은 전 구간이 38선 이북에 있었기 때문에, 조선민주주의인민공화국의 통제 하에 들어가게 되었다. 북조선에서는 1950년 상반기까지 열차를 운행하다가, 한국 전쟁 이후 금강산선 주변으로 군사분계선이 설치되면서 사실상 폐선된다. 대한민국측이 북진하여 경원선 운행이 복계역까지 재개되었을때도 금강산선 운행은 복구되지 않았다. 과거에 사용된 차량들은 조선민주주의인민공화국 측이 보존하고 있다.

### 연혁
- 1918년 4월 이후 : 쿠메 타미노스케(久米民之助)가 금강산지역 시찰
- 1919년 8월 22일 : 금강산 전기 철도 주식회사의 발기인 총회 개최, 주식 10만주 발행
- 1919년 12월 16일 : 쿠메 타미노스케(久米民之助)에 의해 금강산 전기 철도 주식회사 창립 총회 개최.
- 1919년 12월 22일 : 공식적으로 등록.
- 1920년 9월 1일 : 수력 발전소 공사 시작
- 1921년 9월 5일: 철도 공사 시작
- 1923년 9월 1일 : 관동 대지진으로 인해 시바우라 제작소에서 주문한 전동 발전기 소실
- 1923년 10월 31일 : 철원역 ~ 김화역 간의 철도 준공
- 1924년 8월 1일 : 철원역 ~ 김화역 간 28.8km 개통[3]
- 1924년 11월 26일 : 사요리역, 이길리역, 금곡리역 영업 개시 및 전기운전 개시[4]
- 1925년 12월 20일 : 김화역 ~ 금성역 간 16.6km 개통[5]
- 1926년 9월 15일 : 금성역 ~ 탄감역 간 8.6km 개통[6]
- 1927년 9월 1일 : 탄감역 ~ 창도역 간 8.2km 개통[7]
- 1928년 6월 15일 : 단발령 터널 공사 착공
- 1929년 4월 15일 : 창도역 ~ 현리역 간 15.1km 개통[8]
- 1929년 9월 15일 : 단발령 터널 개통
- 1929년 9월 25일 : 현리역 ~ 화계역 ~ 오량역 간 16.6km 개통[9]
- 1930년 5월 15일 : 화계역 ~ 말휘리역 간 13.3km 개통
- 1931년 7월 1일 : 말휘리역 ~ 내금강역 간 8.6km 개통으로 전 구간 개통.[10]
- 1931년 8월 2일 : 이등 여객 취급 개시
- 1936년 5월 1일 : 남창도역 영업 개시[11]
- 1942년 1월 1일 : 금강산 전기철도 주식회사를 경성전기 주식회사에 합병.
- 1944년 10월 1일 : 불요불급선 지정으로 창도~내금강 간 49km 선로 철거.
- 1950년 6월 25일 : 한국 전쟁 관계로 전 구간 폐선.

## 역 목록
광삼 - 하소 간을 기준으로 서쪽은 현재의 대한민국 철원군, 나머지 구간은 조선민주주의인민공화국의 평강군과 김화군, 창도군, 금강군 지역이다.
| 역명   | 한자 역명 | 역간거리 (km) | 영업거리 (km) | 접속 노선 | 소재지 (1945년 당시) | 소재지 (1945년 당시) | 소재지 (1945년 당시) | 소재지 (현재) | 소재지 (현재) |
| ------ | --------- | ------------- | ------------- | --------- | -------------------- | -------------------- | -------------------- | ------------- | ------------- |
| 철원   | 鐵原      | 0.0           | 0.0           | 경원선    | 강원도               | 철원군               | 철원읍               | 철원군        | 철원읍        |
| 사요   | 四要      | 1.6           | 1.6           |           | 강원도               | 철원군               | 철원읍               | 철원군        | 철원읍        |
| 동철원 | 東鐵原    | 1.6           | 3.2           |           | 강원도               | 철원군               | 철원읍               | 철원군        | 철원읍        |
| 동송   | 東松      | 2.8           | 6.0           |           | 강원도               | 철원군               | 동송면               | 철원군        | 동송읍        |
| 양지   | 陽地      | 4.3           | 10.3          |           | 강원도               | 철원군               | 어운면               | 철원군        | 동송읍        |
| 이길   | 二吉      | 3.9           | 14.2          |           | 강원도               | 철원군               | 어운면               | 철원군        | 동송읍        |
| 정연   | 亭淵      | 3.3           | 17.5          |           | 강원도               | 평강군               | 남면                 | 철원군        | 갈말읍        |
| 유곡   | 楡谷      | 4.0           | 21.5          |           | 강원도               | 김화군               | 근북면               | 철원군        | 근북면        |
| 금곡   | 金谷      | 3.0           | 24.5          |           | 강원도               | 김화군               | 근북면               | 철원군        | 근북면        |
| 김화   | 金化      | 4.3           | 28.8          |           | 강원도               | 김화군               | 김화읍               | 철원군        | 김화읍        |
| 광삼   | 光三      | 4.2           | 33.0          |           | 강원도               | 김화군               | 근동면               | 철원군        | 근동면        |
| 하소   | 下所      | 3.3           | 36.3          |           | 강원도               | 김화군               | 근동면               | 김화군        | 김화군        |
| 행정   | 杏亭      | 3.8           | 40.1          |           | 강원도               | 김화군               | 근동면               | 김화군        | 김화군        |
| 백양   | 白楊      | 5.7           | 45.8          |           | 강원도               | 김화군               | 원남면               | 김화군        | 김화군        |
| 금성   | 金城      | 5.2           | 51.0          |           | 강원도               | 김화군               | 금성면               | 김화군        | 김화군        |
| 경파   | 慶坡      | 3.0           | 54.0          |           | 강원도               | 김화군               | 금성면               | 김화군        | 김화군        |
| 탄감   | 炭甘      | 5.6           | 59.6          |           | 강원도               | 김화군               | 원북면               | 김화군        | 김화군        |
| 남창도 | 南昌道    | 6.0           | 65.6          |           | 강원도               | 김화군               | 창도면               | 김화군        | 김화군        |
| 창도   | 昌道      | 2.0           | 67.6          |           | 강원도               | 김화군               | 창도면               | 김화군        | 김화군        |
| 기성   | 岐城      | 7.7           | 75.3          |           | 강원도               | 김화군               | 창도면               | 창도군        | 창도군        |
| 현리   | 縣里      | 7.4           | 82.7          |           | 강원도               | 김화군               | 통구면               | 창도군        | 창도군        |
| 도파   | 桃坡      | 7.3           | 90.0          |           | 강원도               | 김화군               | 통구면               | 창도군        | 창도군        |
| 화계   | 花溪      | 4.7           | 94.7          |           | 강원도               | 김화군               | 통구면               | 창도군        | 창도군        |
| 오량   | 五兩      | 4.6           | 99.3          |           | 강원도               | 김화군               | 통구면               | 창도군        | 창도군        |
| 단발령 | 斷髮嶺    | 5.5           | 104.8         |           | 강원도               | 회양군               | 내금강면             | 금강군        | 금강군        |
| 말휘리 | 末輝里    | 3.2           | 108.0         |           | 강원도               | 회양군               | 내금강면             | 금강군        | 금강군        |
| 병무   | 竝武      | 4.4           | 112.4         |           | 강원도               | 회양군               | 내금강면             | 금강군        | 금강군        |
| 내금강 | 內金剛    | 8.6           | 116.6         |           | 강원도               | 회양군               | 내금강면             | 금강군        | 금강군        |

## 운영

### 운행

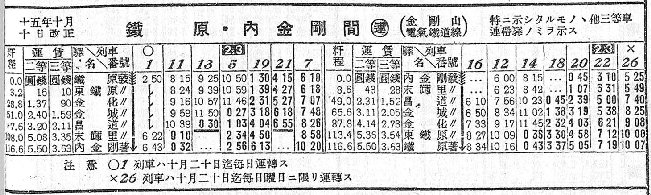
1940년 시간표

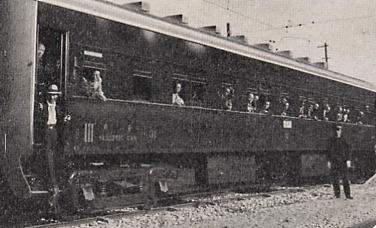
1936년, 조선총독부 철도국 침대차

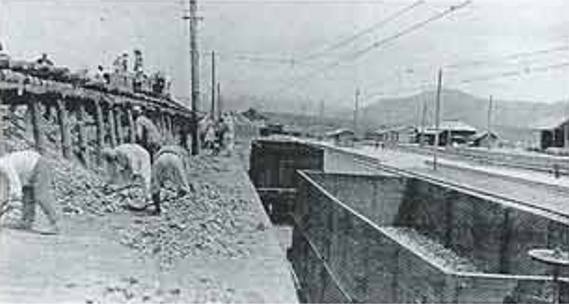
창도역에 있는 유개화차

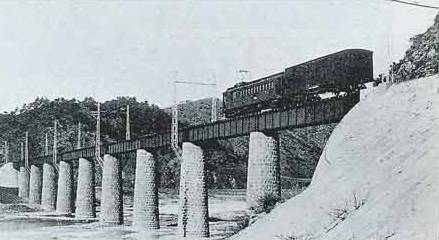
한탄강교를 지나는 화물열차

1940년 6월 발행 조선총독부 철도국이 발행한 열차시간표에는 국철하고 직결 운행하는 열차편도 존재하였다. 평균 운행 속도는 일 8회 운행하였으며 철원-내금강까지 평균 운행 속도는 25km로, 무려 4시간 반이나 걸렸다.
해방 이후 조선민주주의인민공화국에 편입되어 1950년 상반기까지도 운수영업을 하였다.

### 차량
주로 전동차에 의해 운행되었다. 데로형 전기 기관차의 시운전이 이뤄지기도 하였다. 이 구간에 입선한 전동차들은 전부 능형 팬터그래프로 전기를 수전받는 저항제어 전동차로, 전동차 도입당시의 사양인 하나의 공기통으론 제동력 확보가 어려워 2개의 공기통을 추가하였다.

## 특징
- 대한민국 측 구간에는 당시 사용되었던 철교나 노반이 여전히 남아있으며, 이 중 금강산선 철교는 등록문화재 112호로 지정되어 있다.
- 금강산선의 단발령~말휘리 간의 구간은 스위치백 구간으로 운행되었다. 현재 이 구간은 도로로 변경된 것으로 추정된다.
- 조선민주주의인민공화국의 임남댐 건설로 일부구간이 수몰된 것으로 알려져 있다.

## 미래
금강산선은 남북 철도연결사업의 일환으로 복원을 추진 중이긴 하지만, 남북협력 확대에 중요한 기능을 수행하는 경의선하고 동해북부선, 경원선 연결에 우선순위가 밀려 추후 추진될 예정이다. 또한 금강산댐에 의해 수몰된 구간이 다수 있기에 우회노선이 필요하다.
다만, 남측 구간인 철원~군사분계선 간의 32.5km 구간에 대해서는 1999년에 이미 실시설계가 이루어져 있는 상태이다.
그러나 2016년 이후 남북간의 관계가 냉각되고 있어서 복원 사업 추진에 차질을 빚고 있다.

## 같이 보기
- 금강산
- 관동팔경
- 관동별곡

## 참고 문헌
- 금강산전기철도주식회사,《금강산전기철도20년사》, 1939.